# Septembre 1948

## Évènements
- 1er septembre :
  - Entrée en fonction du Conseil parlementaire en Allemagne occidentale.
  - Galo Plaza Lasso, président de l’Équateur.
  - Premier vol du chasseur à aile en flèche suédois Saab J 29 Tunnan.

- 4 septembre : avènement de la reine Juliana des Pays-Bas, fille de la reine Wilhelmine qui vient d'abdiquer.

- 5 septembre :
  - En France, mise en place du nouveau gouvernement Robert Schuman (2).
  - Limogeage par le Comité central et exclusion de Wladislaw Gomulka, secrétaire général du parti communiste en république populaire de Pologne (remplacé par Bolesław Bierut). À partir de septembre, le Parti communiste polonais purge ses rangs de milliers de communistes dits nationaux.
  - Grand Prix automobile d'Italie.

- 6 septembre : un de Havilland DH.108 passe le mur du son en piqué ; c'est le premier avion britannique à réaliser une telle performance.

- 7 septembre : en France, chute du gouvernement Robert Schuman (2).

- 8 septembre : consécration de la nouvelle abbatiale de l'Abbaye d'Orval, dans la province belge du Luxembourg.

- 9 septembre : Indépendance de la Corée du Nord.

- 10 septembre :
  - Les provinces canadiennes acceptent le programme fédéral de subventions en santé. Ottawa ne cache pas qu'il vise à long terme l'établissement d'un système complet d'assurance-santé à travers le Canada[1].
  - Création de la république populaire démocratique de Corée (la Corée du Nord) marquant la scission avec la Corée du Sud entraînant des tensions aboutissant à la guerre de Corée. Kim Il Sung en devient le Premier ministre. Séoul est désignée comme capitale et le parti ne reconnaît le Sud que comme une province perdue.

- 11 septembre :
  - En France, mise en place du nouveau gouvernement Henri Queuille (1), jusqu'au 5 octobre 1949.
  - Mort à Karachi de l’homme politique pakistanais Ali Jinnah.

- 12 - 17 septembre : opération Polo. Le Hyderabad et le Berar sont intégrés à l'Inde après une courte guerre.

- 15 septembre :  
  - l'Université Laval (Québec) dévoile les plans d'une future cité universitaire à Sainte-Foy[2].
  - Record du monde de vitesse battu par un F-86 Sabre piloté par le commandant Johnson atteignant la vitesse de 1 079,84 km/h[3].

- 17 septembre, à Jérusalem, le Comte suédois Folke Bernadotte, médiateur de l'ONU est assassiné par un groupe de sionistes dissidents de la faction Lehi.

- 18 septembre : soulèvement communiste manqué contre les dirigeants de la République à Surakarta et à Madiun. La révolte est réprimée.

- 23 septembre : formation à Gaza d’un gouvernement arabe par le mufti.

- 24 septembre : au Japon, Soichiro Honda crée la compagnie Honda Motors.

- 24 - 26 septembre : première édition du championnat d'Europe. Au terme de trois jours de compétition disputés en poule unique à Rome, la Tchécoslovaquie remporte le titre devant la France et l'Italie.

- 27 septembre : Léopold Sédar Senghor démissionne de la Section française de l'Internationale ouvrière.

## Naissances
- 2 septembre :
  - Terry Bradshaw, joueur de football US américain.
  - Christa McAuliffe, institutrice américaine, décédée dans l'explosion de Challenger le 28 janvier 1986.
  - David J. Stevenson, astronome et professeur britannique.
- 5 septembre : Benita Ferrero-Waldner, femme politique autrichienne, ancien ministre, ex-candidate à la présidence.
- 8 septembre :
  - Jean-Pierre Monseré, coureur cycliste belge, champion du monde sur route en 1970. († 15 mars 1971).
  - Stephen Owen, homme politique canadien.
  - Marilyn Lorraine Abbey, dit Lynn Abbey, écrivaine américaine.
- 9 septembre : Lucien Francoeur, chanteur québécois († 5 novembre 2024).
- 10 septembre :
  - Bob Lanier, joueur professionnel américain de basket-ball des Detroit Pistons et des Milwaukee Bucks en NBA.
  - Charles Simonyi, informaticien et touriste spatial américain d'origine hongroise.
  - Margaret Trudeau, épouse de l'ancien premier ministre du Canada Pierre Elliott Trudeau.
- 13 septembre : Sitiveni Rabuka, personnalité politique fidjien.
- 14 septembre :
  - Alphonse Arias, pêcheur sportif français de truites.
  - Jesus Borja, lieutenant-gouverneur des Îles Mariannes du Nord.
  - Paul Dopff, auteur-réalisateur, producteur, et distributeur de films d'animation français.
  - Albert Dzongang, homme politique camerounais.
  - Frederick Dewey Smith, guitariste rythmique du groupe protopunk MC5 († 4 novembre 1994).
  - Reynaldo González López, dirigeant sportif cubain, membre du Comité international olympique († 4 juillet 2015).
  - Tilia Herold, journaliste de télévision anglo-autrichienne.
  - Jean-Claude Méode, ancien handballeur et entraîneur belge († 27 mars 2013).
  - Robert Taylor, athlète américain († 3 novembre 2007).
- 17 septembre :
  - Kemal Monteno, auteur-compositeur-interprète et acteur bosnien († 21 janvier 2015).
  - John Ritter, acteur, humoriste et producteur américain († 11 septembre 2003).
  - José Sébéloué, auteur-compositeur-interprète et guitariste français († 3 septembre 2023).
- 18 septembre : Dominique Chapatte, journaliste, animateur de télévision et producteur de télévision français.
- 19 septembre : 
  - Monica Swinn, actrice belge.
  - Jeremy Irons, acteur britannique.
  - Mihai Timofti, Metteur en scène, acteur, musicien, réalisateur.
- 20 septembre : George R. R. Martin, auteur américain de science-fiction et de fantasy, scénariste et producteur.
- 21 septembre : Jacques Bral, cinéaste et dessinateur français († 17 janvier 2021).
- 22 septembre : Éric Bouad, musicien et comédien français, membre du groupe Les Musclés.
- 23 septembre : Harvey Friedman, mathématicien américain.
- 24 septembre : Philip Edward Hartman, acteur, humoriste et scénariste canadien († 28 mai 1998).
- 26 septembre : 
  - Vladimir Remek, spationaute tchécoslovaque.
  - Olivia Newton-John, chanteuse et actrice anglo-australienne († 7 août 2022).
- 29 septembre : Theo Jörgensmann, clarinettiste de jazz, allemand.

## Décès
- 2 septembre : Sylvanus Morley (né en 1883), archéologue et épigraphiste américain.
- 5 septembre :
  - Edmond-Henri Crisinel, poète, écrivain et journaliste suisse (° 2 janvier 1897).
  - Richard Tolman (né en 1881), cosmologiste américain.
- 17 septembre : Ruth Benedict (née en 1887), anthropologue, biographe et poète américaine.
- 27 septembre : Carl Östen Emanuel Bergstrand (né en 1873), astronome suédois.